# Antonius Maria Schyrleus de Rheita
Antonius Maria Schyrleus de Rheita (Boemia, 1597 – Ravenna, 1660) è stato un ottico tedesco.
Astronomo e ottico, è ricordato in particolare per l’invenzione di un oculare per telescopio che forniva immagini diritte degli oggetti e per i suoi telescopi binoculari. A lui si attribuisce anche il termine “binocolo”, dal latino bini (a due a due) e oculus (occhio).

## Biografia
Non ci sono molte notizie certe sulla sua vita.
Fu membro dell’Ordine dei Frati Cappuccini a Rheita, in Boemia, fino allo scoppio della Guerra dei Trent’Anni, nel 1618, quando sembra che abbia abbandonato l’Ordine. Negli anni ’40 del 1600 fu professore di filosofia all’Università di Treviri; effettuò osservazioni astronomiche a Colonia e Augusta, dove ebbe come allievo Johann Wiesel (1583-1662).
Oltre ad occuparsi di astronomia e ottica, sembra si sia dedicato ad attività diplomatiche.
A un certo punto della sua vita si recò a Ravenna, dove morì, ma non si conoscono ne’ i motivi ne’ la data precisa del suo trasferimento.

## Opere
- Novem stellae circa Iovem, circa Saturnum sex, circa Martem non-nulla..., Lovanio, 1643.
In quest’opera Schyrlaeus de Rheita annunciava di aver scoperto diversi satelliti di Giove, Saturno e Marte.
- Oculus Enoch et Eliae, siue, Radius sidereomysticus..., Anversa, 1645.
Il Cappuccino vi descrive l’oculare per telescopi kepleriani di sua invenzione. Il libro contiene anche una lunga sezione sui telescopi binoculari e una mappa della Luna.